# メナキノン
メナキノン(menaquinone; MK)は、2-メチル-1,4-ナフトキノンの3位をプレニル化した化合物の総称。主として原核生物が合成し、嫌気的呼吸鎖においてユビキノンに相当する電子伝達体として機能している。また動物体内ではガンマグルタミルカルボキシラーゼの補因子として働くことから、ビタミンK2とも呼ばれる。

## 種類
メナキノンはプレニル側鎖の長さによってメナキノン-4、メナキノン-7の様に区別される。この数字は側鎖を構成するイソプレン単位の数を表しており、それぞれMK-4、MK-7のように略記する。原核生物が呼吸に用いるメナキノンは通常MK-6からMK-10の範囲であるが、MK-14までが知られている。一方、多細胞動物は食餌から摂取したビタミンKを体内でMK-4に変換して用いている。
通常プレニル側鎖は全て不飽和であるが、生物によって部分的もしくは完全に飽和した側鎖を持つものがある。特に１ヶ所飽和したものをジヒドロメナキノンと呼ぶ。またプレニル側鎖の二重結合は通常全てがトランス型であるが、シス型の異性体を持つ生物も知られている。珍しい例としては側鎖にカルボニル基を含むクロロビウムキノンが挙げられる。
またナフトキノン骨格に修飾を受けた化合物を利用する生物も知られている。
- メチルメナキノン(methylmenaquinone; MMK)
- デメチルメナキノン(demethylmenaquinone; DMK)
- ジメチルメナキノン(dimethylmenaquinone; DMMK)
- メチオナキノン(methionaquinone; MTQ)

## 生合成
ナフトキノン骨格とプレニル側鎖を別々に合成し、プレニル基転移酵素で両者を結合する。
ナフトキノン骨格はシキミ酸経路を通ってコリスミ酸を基質として合成されるが、それ以降は2種類の合成経路が知られている。1つ目はmen遺伝子群による経路で、7段階を経て1,4-ジヒドロキシ-2-ナフタレンカルボン酸(DHNA)に至る。もう1つはフタロシン経路で、コリスミ酸とイノシンなどからフタロシンを経由して4段階でDHNAに至る。
プレニル側鎖の合成にはピルビン酸とグリセルアルデヒド-3-リン酸から非メバロン酸経路を経由する（真正細菌）か、アセチルCoAからメバロン酸経路を経由する（古細菌や一部の真正細菌）。
DHNAと様々な長さのプレニル二リン酸をプレニル基転移酵素で結合し、最後に2位をメチル化することで還元型メナキノンが合成される。

## 機能
原核生物において、メナキノンの主たる機能は呼吸鎖や光化学系における電子伝達体である。原核生物の呼吸鎖は非常に多様であるが、多くの生物がNADH:メナキノン酸化還元酵素を持っている。これはミトコンドリアの呼吸鎖複合体Iと相同なタンパク質複合体で、NADHを酸化しメナキノンを還元する際に細胞膜を挟んでプロトンを輸送する。こうして生じるプロトン勾配を利用してATPが合成される。ほかに補酵素F420、リンゴ酸、ピルビン酸などがメナキノンに対して電子を供給する。
生じた還元型メナキノン（メナキノール）は、他の化合物に電子を渡してメナキノンに戻る。例えばメナキノール:フマル酸酸化還元酵素はミトコンドリアの呼吸鎖複合体IIと相同なタンパク質複合体で、メナキノールをメナキノンに酸化すると共にフマル酸をコハク酸へと還元する。

## 進化
メナキノンは酸化還元電位(Eo')が-74 mVとユビキノンよりも低い。このため酸素分子の存在下では自発的に酸化状態になるため電子伝達体としては機能できず、より還元的（嫌気的）環境における電子伝達体として機能する。地球の歴史上、原生代以前は大気中の酸素濃度が低かったことからほぼ全ての生物がメナキノンを利用しており、およそ6億年前以降に酸素濃度が上昇するに従ってユビキノンを利用できる生物が広がったと考えられる。メナキノンのような低電位キノンから、ユビキノンのような高電位キノンへの移行は、原核生物のいくつかの系統で独立に起こったと考えられている。